# 桃园街道 (荣成市)
桃园街道，是中华人民共和国山東省威海市荣成市下辖的一个乡镇级行政单位。行政上属于石岛管理区。

## 行政区划
桃园街道下辖以下地区：
朝阳社区、下谭家社区、桃园村、上谭家村、山前村、青木寨村、邵家村、河东村、河东原家村、于家河村、朋上村、西南海村、东南海村、苑家村、南夏家村和耩前殷家村。